# Amphipoea
Amphipoea es un  género  de lepidópteros perteneciente a la familia Noctuidae. Es originario de Europa.

## Especies
- Amphipoea americana Speyer, 1875
- Amphipoea asiatica (Burrows, 1911)
- Amphipoea aslanbeki Ronkay & Herczig, 1991
- Amphipoea bifurcata Gyulai & Ronkay, 1994
- Amphipoea burrowsi (Chapman, 1912)
- Amphipoea butleri (Leech, 1900)
- Amphipoea chovdica Gyulai, 1989
- Amphipoea cottlei (McDunnough, 1948)
- Amphipoea crinanensis (Burrows, 1908)
- Amphipoea cuneata Gyulai & Ronkay, 1998
- Amphipoea distincta (Warren, 1911)
- Amphipoea erepta (Grote, 1881)
- Amphipoea fucosa – Saltern Ear Moth (Freyer, 1830)
- Amphipoea interoceanica (Smith, 1899)
- Amphipoea keiferi (Benjamin, 1935)
- Amphipoea lucens (Freyer, 1845)
- Amphipoea lunata (Smith, 1891)
- Amphipoea malaisei (Nordström, 1931)
- Amphipoea maryamae Zahiri & Fibiger, 2006
- Amphipoea ochreola (Staudinger, 1882)
- Amphipoea oculea (Linnaeus, 1761)
- Amphipoea pacifica (Smith, 1899)
- Amphipoea rufibrunnea (Heydemann, 1942)
- Amphipoea senilis (Smith, 1892) (syn: Amphipoea flavostigma (Barnes & Benjamin, 1924))
- Amphipoea szabokyi Gyulai & Ronkay, 1990
- Amphipoea ussuriensis (Petersen, 1914)

## Especies anteriores
- Amphipoea velata es ahora Loscopia velata (Walker, 1865)